# Municipio de White Cloud (Iowa)
El municipio de White Cloud (en inglés: White Cloud Township) es un municipio ubicado en el condado de Mills en el estado estadounidense de Iowa. En el año 2010 tenía una población de 168 habitantes y una densidad poblacional de 1,68 personas por km².

## Geografía
El municipio de White Cloud se encuentra ubicado en las coordenadas 40°56′59″N 95°32′51″O / 40.94972, -95.54750. Según la Oficina del Censo de los Estados Unidos, el municipio tiene una superficie total de 99.76 km², de la cual 98,77 km² corresponden a tierra firme y (0,99 %) 0,98 km² es agua.

## Demografía
Según el censo de 2010, había 168 personas residiendo en el municipio de White Cloud. La densidad de población era de 1,68 hab./km². De los 168 habitantes, el municipio de White Cloud estaba compuesto por el 97,62 % blancos, el 1,19 % eran amerindios y el 1,19 % eran de una mezcla de razas. Del total de la población el 1,79 % eran hispanos o latinos de cualquier raza.